# Ulf Nilson
Ulf Bertil Nilson,  född 25 mars 1933 i Slöinge i Hallands län, död 10 mars 2018 i Stockholm, var en svensk journalist och författare.

## Biografi
Ulf Nilson var son till ombudsman Oscar Nilson och Alma Östman. Han tog realexamen 1950 och var därefter verksam på olika landsortstidningar innan han år 1955 anställdes på Åhlén & Åkerlunds förlag. År 1962 blev han reporter på Aftonbladet och följande år på Expressen, där han mellan 1963 och 1967 arbetade som USA-korrespondent. Han var därefter biträdande redaktionschef innan han 1968 åter blev tidningens medarbetare i USA. Mellan 1977 och 1979 var han Expressens Europakorrespondent. Från 1979 var han korrespondent i Mellanöstern innan han år 1985 återvände till USA som tidningens chefskorrespondent. År 1990 tillträdde han motsvarande tjänst med Västeuropa som bevakningsområde.
År 1995 petades Nilson under uppmärksammade former från sin tjänst på Expressen vilket han redogjort för i boken Expressens nedgång och förfall som gavs ut senare samma år. Nilson återkom dock senare efter sin pensionering som krönikör på Expressen och i tidningen Världen idag. Hösten 2015 lämnade Nilson Expressen efter 52 år på tidningen.

### Familj
Ulf Nilson var gift första gången 1959–1980 med Margareta Fant (1937–2021), dotter till direktören Fred Fant och Margit Nordlöf. Han gifte sig andra gången 1982 med journalisten Aino Heimerson, som var dotter till tecknaren Ewert Karlsson, och Alice, ogift Andersson. Han fick tre barn i första äktenskapet. Nilson är begravd på Norra begravningsplatsen utanför Stockholm.